# Поссидоний
Поссидоний (итал. Possidonio; IV века, Фивы — V век) — святой епископ византийский. День памяти — 16 мая.
Сведения об этом святом несколько запутаны. Согласно средневековой хронике, пребывающей в церкви св.Петра в Реджо-нель-Эмилия, святой Поссидоний был греческого происхождения. Его мощи прибыли в Garfaniana (недалеко от Мирандолы), и город, переменив название, стал называться Сан-Поссидоньо. Эта передача мощей стала возможной благодаря Аццо (Azzo), епископу Реджо-Эмилия (IX век), для предоставления императору Людовику I Благочестивому (778—840). Мощи святого были признаны подлинными органами епископской власти в 1766 году.
Впоследствии на фигуру святого Поссидония из-за схожести имён стала как бы накладывается фигура святого Поссидия, самого известного биографа Августина Блаженного.
Святой Поссидоний почитается покровителем коммун Сан-Поссидоньо и Мирандола, в провинции Модена.